# Giovanni di Salerno
Giovanni di Salerno (zm. 1208) – włoski benedyktyn, kardynał.
Pochodził z Salerno i w młodości wstąpił do zakonu benedyktynów w klasztorze na Monte Cassino. Nominację kardynalską otrzymał od papieża Klemensa III w 1190. Służył jako legat papieski w Niemczech (1195–1196), południowej Italii (1198–1199) oraz na Wyspach Brytyjskich (1201–1203). Podczas papieskiej elekcji 1198 został wybrany na papieża, ale odmówił przyjęcia tej godności. Zmarł w Rzymie niedługo po 22 kwietnia 1208 roku.